# Саша Илић
Саша Илић (Пожаревац, 30. децембар 1977) српски је фудбалски тренер и бивши фудбалер. Највећи период играчке каријере је провео у београдском Партизану. Играо је у везном реду.
Прошао је млађе категорије Партизана а за први тим је дебитовао 1996. године. Са Партизаном је играо у групној фази Лиге шампиона у сезони 2003/04, потом је отишао на шестомесечну позајмицу у шпанску Селту, након чега се вратио у Партизан. У сезони 2004/05. освојио је титулу са Партизаном и постигао 101. гол у првенствима СРЈ/СЦГ, чиме је постао најбољи стрелац тих такмичења. Илић је рекордер у броју одиграних утакмица у „црно-белом“ дресу, са преко 800 одиграних утакмица за Партизан.
У лето 2005. потписао за Галатасарај. Две године касније прешао је у аустријски Салцбург чији је члан био наредне три године, с тим што је током 2009. био на шестомесечној позајмици у грчкој Лариси. Вратио се у Партизан у јануару 2010. и остао је у клубу до краја каријере 2019. године.
За репрезентацију Србије и Црне Горе наступио је на 37 утакмица и постигао је четири гола. Илић је на Светском првенству 2006. у Немачкој постигао гол против репрезентације Обале Слоноваче у групној фази.

## Клупска каријера

### Партизан
Саша Илић је рођен у Пожаревцу а живео је у Костолцу из ког се 1988. године са породицом доселио у београдско насеље Борчу. У млађе категорије београдског Партизана прешао је 1988 године. Први професионални уговор потписао је са Партизаном 1996, када је сезону играо и за Телеоптик у Првој београдској лиги.
За Партизанов први тим дебитовао је 26. октобра 1996, у победи на гостовању чачанском Борцу од 10:0, ушавши у игру у 55. минуту уместо капитена Ивана Томића. То је био његов једини наступ током сезоне 1996/97, у којој је клуб одбранио шампионску титулу. У наредној сезони Илић је имао свој деби на међународној сцени, наместивши асистенцију Драгану Исаиловићу за гол у победи од 1:0 над Кроацијом из Загреба на стадиону Партизана. Свој први гол за Партизан постигао је 23. августа 1997. године, у гостујућој победи од 3:2 над Војводином. Укупно је у тој сезони одиграо 25 утакмица и постигао три гола.
У лето 1998, након одласка Ивана Томића у Рому, Илић постаје капитен са свега 20 година. Са новом улогом, Илић постаје један од најбољих играча тима и помаже црно-белима да стигну до титуле након једне године паузе. Такође је играо на незаборавним мечевима Купа победника купова, где је Партизан елиминисан од стране Лација, који је касније освојио то такмичење.
У наредним годинама, Илић је био вођа тима и постао љубимац навијача. Постигао је победоносни гол у финалу Купа 2001. у победи од 1:0 над Црвеном звездом на Маракани.
Такође је водио тим до титула 2002 и 2003. У европским оквирима, коначно је успео да се домогне Лиге шампиона са Партизаном у сезони 2003/04, након што су црно-бели успели да избаце Њукасл после пенала.

### Позајмица у Селту
У зиму 2004. Илић је позајмљен Селти из Вига на шестомесечни период уз опцију потписивања уговора уколико задовољи. Тадашњи тренер Селте је био Радомир Антић, а у нападу је играо Саво Милошевић. Свој деби је имао 8. фебруара 2004. у победи од 2:1 над Виљареалом на домаћем терену. Свој први гол за Селту је постигао истог месеца на стадиону Сантијаго Бернабеу против Реала из Мадрида, али је на крају Селта ипак изгубила са 4:2.

### Повратак са позајмице
У лето 2004. вратио се са позајмице у Партизан и преузео капитенску траку од саиграча Владимира Ивића који је напустио тим тог лета. Његов повратак се поклопио са повратком двојице бивших капитена Партизана, Драгана Ћирића и Ивана Томића. Са искусним триом, Партизан је у сезони 2004/05. освојио првенство без пораза. Такође су после дуго времена презимили у Европи, и пласирали се у осмину финала Купа УЕФА 2004/05. где су поражени од ЦСКА из Москве.

### Галатасарај
У јулу 2005. потписао је трогодишњи уговор са са турским Галатасарајом. Након доласка понуђен му је број 10 али је он одбио и узео свој дугогодишњи број 22. На свом дебију у лиги, 7. августа 2005, постигао је два гола у победи од 2:1 над Коњаспором. Са 12 постигнутих голова, Илић је био трећи стрелац свог тима током сезоне 2005/06. помогавши му да дође до титуле шампиона после четири године паузе.
На почетку сезоне 2006/07. постигао је пет голова у прва четири кола турског шампионата. У Лиги шампиона је такође пружао добре партије постигавши голове против ПСВ-а и Ливерпула, али је Галатасарај ипак завршио такмичење као последњи у групи.

### Ред бул Салцбург
Након што је тренер Ред бул Салцбурга постао Лотар Матеус (који је тренирао Илића у Партизану), одлучује да потпише за аустријски тим. Званично је прешао у Салцбург у јуну 2007. потписавши трогодишњи уговор, а турски тим је добио 900.000 евра на име обештећење. Свега неколико дана након Илићевог доласка, Матеус је добио отказ. Свој први гол у дресу Салцбурга постигао је 8. августа 2007. у квалификацијама за Лигу шампиона против летонског Вентспилса.

### Лариса
У јануару 2009. је позајмљен грчкој Лариси до краја сезоне 2008/09. Свој једини гол је постигао у доигравању против АЕК-а из Атине.

### Повратак са позајмице у Салцбург
Након повратка у Салбург, Илић је имао мало прилика да игра што му се десило први пут у каријери. У септембру 2009. клуб га је суспендовао након што се кладио на Лацио, противника свог клуба у Лиги Европе. Илић је порекао да се кладио на Лацио, али је признао да се кладио на остале мечеве. Његов саиграч и земљак Ђорђе Ракић је такође био умешан, али он није кажњен.

### Повратак у Партизан и позне играчке године
У јануару 2010. Илић се вратио у Партизан као слободан играч, потписавши двоипогодишњи уговор. Одабран је као заменик капитена који је био Младен Крстајић. Свој први меч након повратка одиграо је против Борца из Чачка, на истом месту и против истог противника где је дебитовао за први тим четрнаест година раније.
Није био у доброј форми првих шест месеци, али је постигао гол против Хелсинкија у квалификацијама за Лигу шампиона. Након Крстајићевог пензионисања постао је капитен по трећи пут.
Дана 14. априла 2012. на мечу са Јавором, Илић је постао други играч са највише одиграних утакмица у историји Партизана, престигавши Никицу Клинчарског. У јулу 2012. потписао је нови једногодишњи уговор са Партизаном. Дана 30. марта 2014. године, Саша Илић се уписао у стрелце против ОФК Београда (Партизан победио 2:0), постигавши 119. гол у првенствима и тиме престигавши легендарног Стјепана Бобека.
У 147. дербију у победи над Црвеном звездом од 1:0 Илић је забележио свој 23. наступ у првенственим дерби сусретима и на тај начин се изједначио по броју наступа са легендом црвено-белих Бором Костићем. Испред њих је само легенда Партизана Момчило Вукотић који је одиграо 25 првенствених дербија.
Свој 700. меч за Партизан је одиграо 9. новембра 2014. против Спартака из Суботице.
Допринео је освајању дупле круне у сезони 2016/17.
Свој последњи меч за Партизан је одиграо у мају 2019. године у победи над новосадским Пролетером од 2:0 на стадиону ЈНА.

## Репрезентација
За сениорску репрезентацију СР Југославије дебитовао је 16. августа 2000. на мечу са Северном Ирском у Белфасту. Стандардан члан државног тима постао током мандата Илије Петковића (2003—2006). Играо је на Светском првенству у Немачкој 2006. где је постигао гол против репрезентације Обале Слоноваче, у поразу од 3:2.
Наступио је на укупно 37 мечева за А репрезентацију и постигао је четири гола. Свој последњи меч одиграо је 6. септембра 2008. против Фарских Острва у квалификацијама за Светско првенство 2010.

### Голови за репрезентацију
| #  | Датум               | Место             | Противник       | Гол | Резултат | Такмичење                                 |
| -- | ------------------- | ----------------- | --------------- | --- | -------- | ----------------------------------------- |
| 1. | 16. април 2002.     | Смедерево, Србија | Литванија       | 1-0 | 4-1      | Пријатељска                               |
| 2. | 10. септембар 2003. | Београд, Србија   | Италија         | 1-1 | 1-1      | Квалификације за Европско првенство 2004. |
| 3. | 3. септембар 2005.  | Београд, Србија   | Литванија       | 2-0 | 2-0      | Квалификације за Светско првенство 2006.  |
| 4. | 21. јун 2006.       | Минхен, Немачка   | Обала Слоноваче | 2-0 | 2-3      | Светско првенство у фудбалу 2006.         |

## Тренерска каријера
Илић је по окончању играчке каријере почео да ради најпре у Фудбалском савезу Србије. Био је селектор пионира и млађих кадета, касније помоћник Илији Столици у младој, а потом и Драгану Стојковићу Пиксију у А репрезентацији.
Први самостални тренерски ангажман добио је у августу 2021. када је наследио Душана Ђорђевића у Чукаричком. Смењен је 11. априла 2022. после дуела са Партизаном (0:0) и речи да је његов фудбалер Бојан Ковачевић заслужио искључење после старта над Рикардом Гомешом, као и констатације да је екипа Александра Станојевића била боља на том мечу.
Илић је 2. јуна 2022. године постављен за тренера екипе ЦСКА из Софије. Са екипом ЦСКА је на крају такмичарске 2022/23. завршио као другопласирани, са бодом мање од првопласираног Лудогореца. Почео је и наредну 2023/24. сезону као тренер ЦСКА али је смењен 28. јула 2023. након пораза у Софији од румунског Сепсија (0:2) у првом мечу квалификација за Лигу конференција.
Дана 24. октобра 2023. године постављен је за тренера грчког суперлигаша Атромитоса.

## Трофеји

### Партизан
- Првенство СР Југославије (4) : 1996/97, 1998/99, 2001/02, 2002/03.
- Првенство Србије и Црне Горе (1) : 2004/05.
- Првенство Србије (6) : 2009/10, 2010/11, 2011/12, 2012/13, 2014/15, 2016/17.
- Куп СР Југославије (2) : 1997/98, 2000/01.
- Куп Србије (5) : 2010/11, 2015/16, 2016/17, 2017/18, 2018/19.

### Галатасарај
- Првенство Турске (1) : 2005/06.